# Чепаринов, Иван
Иван Чепари́нов (болг. Иван Чепаринов, род. 26 ноября 1986 года, Асеновград, Болгария) — болгарский шахматист, гроссмейстер (2004). До 2018 года выступал за Болгарию, с 2018 по 2020 год - за Грузию. С октября 2020 года снова представляет Болгарию.
Неоднократный чемпион Болгарии (2004, 2005, 2012, 2018).
В составе национальной сборной Болгарии участник 7 олимпиад (2002—2014).

## Таблица результатов
| Год  | Город          | Турнир         | + | − | = | Результат | Место |
| ---- | -------------- | -------------- | - | - | - | --------- | ----- |
| 2002 | Блед           | 35-я олимпиада | 1 | 2 | 2 | 2 из 5    |       |
| 2004 | Кальвиа        | 36-я олимпиада | 4 | 4 | 4 | 6 из 12   |       |
| 2006 | Турин          | 37-я олимпиада | 4 | 3 | 4 | 6 из 11   |       |
| 2008 | Дрезден        | 38-я олимпиада | 5 | 3 | 3 | 6½ из 11  |       |
| 2010 | Ханты-Мансийск | 39-я олимпиада | 4 | 1 | 4 | 6 из 9    |       |
| 2012 | Стамбул        | 40-я олимпиада | 5 | 0 | 5 | 7½ из 10  |       |
|      |                |                |   |   |   | из        |       |

## Скандал
Иван Чепаринов отказался в турнире Вейк-ан-Зее 2008 года пожать руку Найджелу Шорту. Конфликт произошел из-за сомнений Найджела высказанных в интервью индийскому изданию DNA в честности игры со стороны Топалова и команды его помощников, в частности подразумевался и соотечественник Чепаринов. Изначально Шорт протянул руку Чепаринову, но тот погрузился в свои записи. После повторной проигнорированной попытки Шорт обратился к арбитру. И арбитр вынес решение по пункту регламента Международной федерации шахмат (FIDE) выставить техническое поражение Чепаринову. После оглашения этого решения Чепаринов и арбитр уединились. В конечном итоге болгарин все-таки выразил желание пожать руку Шорту. Однако в этот раз уже Шорт воздержался от рукопожатия, напомнив, что господин Чепаринов дважды в течение нескольких минут отказывал ему, и, следовательно, "нарушение правил уже состоялось, а поведение является его намеренным оскорблением". Изменил решение менеджер Топалова и Чепаринова Сильвио Данаилов, подав протест в апелляционный комитет. В качестве довода Данаилов привел то злополучное интервью Шорта которое, по его словам, "было оскорбительным" как для Ивана Чепаринова так и "для всей нашей команды". Вдобавок Сильвио указал на две ошибки арбитра: рекомендательный характер регламента Фиде и нечеткая позиция Чепаринова, о которой арбитру стало известно лишь в конфиденциальном общении с Чепариновым. В итоге Иван Чепаринов извинился, пожал руку и переиграл партию с Шортом.

## Изменения рейтинга
| Графики недоступны из-за технических проблем. См. информацию на Фабрикаторе и на mediawiki.org. |